# Калошинский сельсовет (Реутовский район)
Калошинский сельсовет — упразднённая административно-территориальная единица, существовавшая на территории Московской губернии и Московской области до 1935 года.
Калошинский сельсовет был образован в первые годы советской власти. По данным 1924 года он входил в состав Разинской волости Московского уезда Московской губернии.
По данным 1926 года в состав сельсовета входил 1 населённый пункт — деревня Калошино.
12 июля 1929 года Калошинский с/с был отнесён к Реутовскому району Московского округа Московской области.
23 июля 1930 года Московский округ был упразднён и Реутовский район перешёл в прямое подчинение Московской области.
10 мая 1935 года на территории Калошинского с/с был образован рабочий посёлок Калошино, а Калошинский с/с при этом упразднён (7 июня 1939 года р.п. Калошино был включён в черту города Москвы).